# Sistema Negro
Sistema Negro é um grupo brasileiro de rap formado em Campinas, interior paulista. Começou suas atividades em 1992 com Kid Nice, Doctor X, Eazy Down e Master Jay nas pickups.

## História
O grupo apareceu em 1992 com a canção "Mundo Irracional ", que foi apresentada no programa Projeto Rap Brasil do DJ Armando Martins. Naquele mesmo ano foi gravado o primeiro álbum do grupo, intitulado Ponto de Vista, que tinha também as faixas "Ponto de Vista" e "Mensagens para Otários". Dois anos depois,  grupo lançou o seu segundo trabalho Bem Vindos ao Inferno. Esse disco colocou o Sistema Negro no topo das paradas de sucesso, se destacando as faixas "O Poder da Rima", "Bem Vindos ao Inferno" e "Cada um Por Si", que virou hino nos bailes black de São Paulo. 
Em 1997, o grupo volta com o lançamento do álbum A Jogada Final. Os destaques deste disco são as faixas "Livro da Vida", que na época era tocada nos seus shows, "Não Seja o Próximo a Morrer", e "Verão na V.R." que fala sobre o dia-a-dia na Vila Rica, periferia de Campinas. Em 2005, é lançado Renascendo das Cinzas, álbum de quatorze faixas com destaque para "Passaporte para o Inferno", "Guerrilha Suburbana" e "500 Anos de Mentiras". Este disco foi indicado em 2005 para o Prêmio Hutúz na categoria Álbum do Ano.
No dia 5 de abril de 2008, o vocalista Xandão foi encontrado morto no Jardim São José, região Sul de Campinas. A causa da morte foi a queda de um pontilhão na proximidade de uns prédios da Companhia de Desenvolvimento Habitacional e Urbano (CDHU).
Em Outubro de 2015, Marca a volta do vocalista DoctorX e a formação original após 15 anos fora do Grupo.
No Dia 01 de Dezembro de 2015 Inicia-se o Projeto do Novo Album de comemoração aos 25 Anos do Grupo, album esse guardado a sete chave e com muita expectativa dos fã, sendo a promessa do melhor projeto de todos.
Outubro de 2017 é lançado o album atividade com referencias e timbragens de TRAP, o grupo inova e apresenta um trabalho comemorativo totalmente atual, com participaçoes de peso no cenario do RAP Nacional, com ideologia de união no RAP.

## Discografia
- 1993 - Ponto de Vista
- 1994 - Bem Vindos ao Inferno
- 1997 - A Jogada Final
- 2000 - Na Febre
- 2005 - Renascendo das Cinzas
- 2017 - Atividade

## Prêmios
| Ano  | Prêmio       | Categoria                                | Resultado | Ref   |
| ---- | ------------ | ---------------------------------------- | --------- | ----- |
| 2005 | Prêmio Hutúz | Álbum do Ano (com Renascendo das Cinzas) | Indicado  | [ 1 ] |